# Alrance
Alrance é uma comuna francesa na região administrativa de Occitânia, no departamento de Aveyron. Estende-se por uma área de 35,43 km². Em 2010 a comuna tinha 365 habitantes (densidade: 10,3 hab./km²).